# Yuki (rivière)
Pour les articles homonymes, voir Yuki.

La rivière Yuki est un cours d'eau d'Alaska, aux États-Unis située dans la  région de recensement de Yukon-Koyukuk. C'est un affluent  du fleuve Yukon.

## Description
Longue de 85 milles (137 km), elle coule en direction du nord-est pour se jeter dans le fleuve Ÿukon, à 59 milles (95 km) à l'est de Nulato.
Son nom lui a été attribué pour la première fois en 1954 par l'United States Geological Survey.